# Jüri Vips
Jüri Vips (Tallinn, 10 agosto 2000) è un pilota automobilistico estone, vincitore dell'ADAC Formula 4 nel 2017. Ex membro del Red Bull Junior Team dal 2018 al 2022, ha corso in Formula 2 dal 2020 al 2022.
Con il team Red Bull Racing ha preso parte alle prove libere del Gran Premio di Spagna 2022 di Formula 1.

## Carriera

### Esordi nei kart
Appassionatosi al mondo delle corse automobilistiche grazie ai fratelli, all'età di 11 anni Vips partecipa al campionato estone di kart. Nel 2014, l'estone si aggiudica il campionato mondiale Rotax MAX Challenge, nella sezione Junior. Nel 2016, Vips, all'epoca sotto contratto con Prema Powerteam, partecipa al campionato italiano di Formula 4 (in cui l'estone viene premiato come rookie dell'anno) e all'ADAC Formula 4 Championship. Il contratto di Vips viene rinnovato per il 2017 in vista delle nuove edizioni dei due campionati: la stagione dell'estone culmina con la vittoria del Campionato ADAC.

### F3 europea e Formula 3

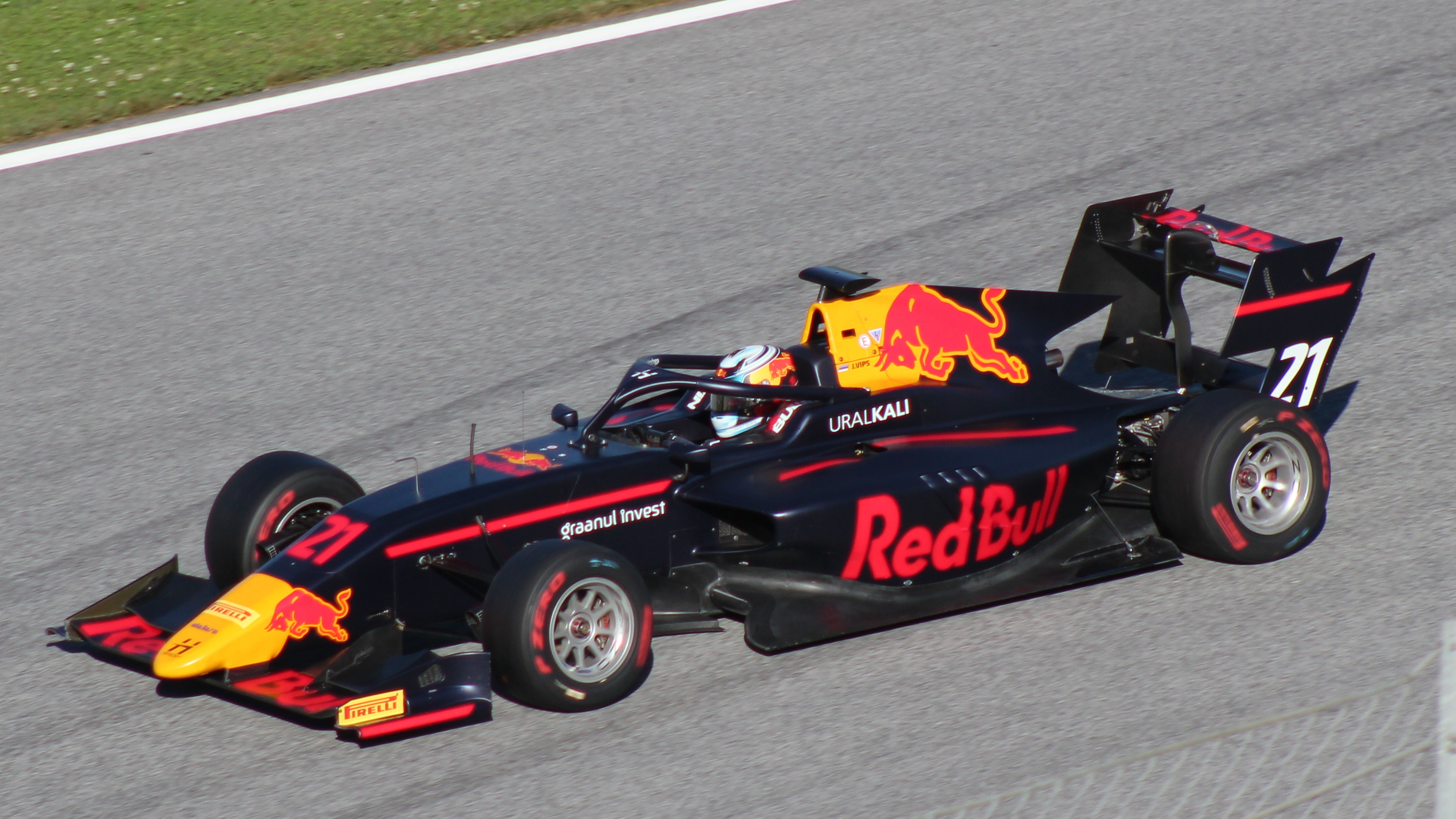
Vips nel weekend austriaco di Formula 3 nel 2019, di cui vincerà gara-1.

Sempre nel 2017, Vips prende parte alle tre gare dell'ultima tappa ad Hockenheim della Formula 3 europea, guidando per la Motopark. Con la medesima scuderia l'estone disputa per intero la stagione 2018, e in vista del Gran Premio di Macao Vips entra ufficialmente a far parte del Red Bull Junior Team.
Nel dicembre 2018, Vips ottiene un posto presso l'Hitech Grand Prix, che gli consente pertanto di disputare il suo primo e unico campionato di Formula 3, oltre ad una seconda edizione del Gran Premio di Macao, in cui l'estone registra la pole position e il secondo posto in gara. Termina la sua stagione in Formula 3 con un quarto posto, impreziosito da quattro podi, di cui tre vittorie.
Nella chiusura dell'anno, Vips disputa la sua prima gara di Super Formula, sostituendo a Suzuka il pilota Patricio O'Ward, della scuderia Mugen Motorsports.

### Super Formula
Nel dicembre 2019 viene ufficializzato l'ingaggio di Vips da parte della Mugen Motorsports come pilota per il campionato di Super Formula 2020, dopo i positivi test svolti dall'estone nello stesso periodo. Il pilota non può tuttavia prendere parte ai primi appuntamenti stagionali, a causa delle restrizioni nei voli internazionali legate alla pandemia di COVID-19. Per sopperire a tale problema, Vips viene iscritto al campionato di Formula 3 europea regionale con la scuderia KIC Motorsport.

### Formula 2
Il 21 agosto 2020 Vips viene ufficialmente ingaggiato dalla scuderia DAMS in Formula 2 per sostituire l'infortunato Sean Gelael in vista delle gare di Spa-Francorchamps, Monza, Mugello e Sochi. Proprio nel Gran Premio della Toscana l'estone registra i suoi primi punti in Formula 2, oltre al suo primo podio in tale competizione (un terzo posto nella Sprint Race).

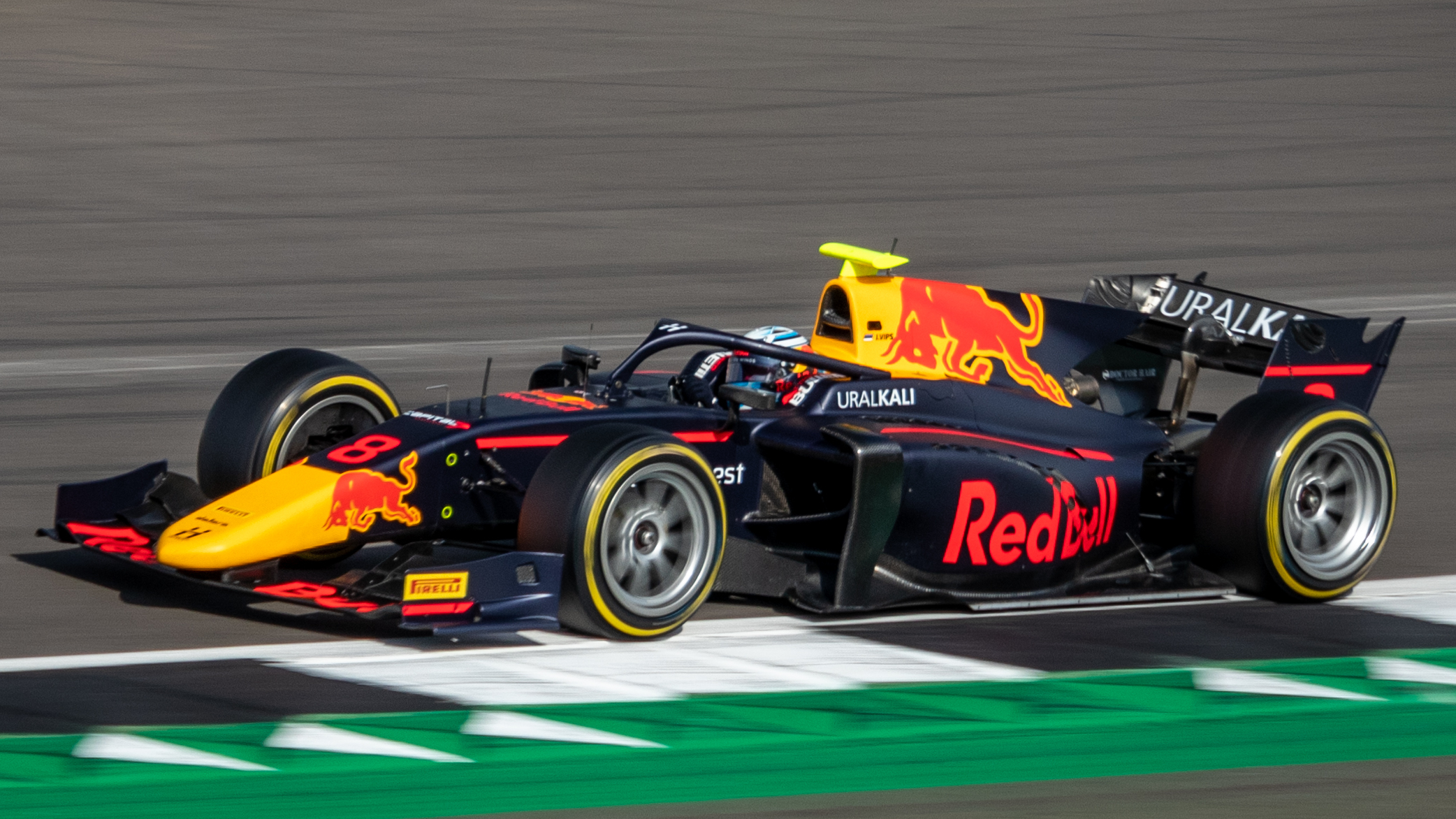
Vips nel 2021 in Formula 2 con il team Hitech Grand Prix

L'8 dicembre inizia i tre giorni di test sul circuito di Sakhir con la monoposto di Formula 2 del team
Hitech Grand Prix.
Il 15 gennaio viene annunciato che correrà l'intera stagione di Formula 2 con il team Hitech Grand Prix in squadra con Liam Lawson. Vips conquista la sua prima vittoria in Formula 2 nella seconda gara sul Circuito di Baku, ripetendosi anche nella Feature Race nello stesso weekend, concludendo davanti alle due Prema Racing. Conquista altri tre podi, due secondi posti, il primo a Silverstone dietro a Robert Švarcman e il secondo a nella terza gara di Soči dietro a Dan Ticktum, mentre nella prima gara di Gedda arriva terzo dietro a Marcus Armstrong e Liam Lawson. Con 120 punti, Vips si piazza sesto in classifica finale.
Visto i buoni risultati della stagione precedente Vips viene confermato dal team Hitech GP per la stagione 2022. Nella prima metà della stagione conquista tre podi, due terzi posti e un secondo posto a Gedda. Vips ottiene due pole position, a Imola e a Baku, ma in entrambe le gare commette un errore finendo a muro. Vips torna alla vittoria nel penultimo round di Monza dove vince la Sprint Race davanti a Frederik Vesti. Il pilota estone chiude la stagione all'undicesimo posto in classifica, peggiorando il suo risultato precedente.

### Formula 1
Nell'ottobre 2018, dopo il Gran Premio di Macao, Vips viene scelto come nuovo membro del Red Bull Junior Team.
Nel novembre 2020 Vips riceve la Superlicenza della FIA dopo aver completato un test di 300 km, guidando la Red Bull RB8 al Circuito di Silverstone. Il 12 novembre le scuderie di Formula 1 Red Bull e AlphaTauri ingaggiano l'estone come pilota di riserva in occasione del Gran Premio di Turchia e in seguito per i Gran Premi futuri della stagione. Vips testa la Red Bull RB16 in occasione del test di fine stagione riservato ai giovani piloti, svoltosi la settimana dopo il Gran Premio di Abu Dhabi 2020. Vi prende parte anche nella stagione successiva, sempre con la Red Bull Racing.
Vips esordisce in un weekend ufficiale durante le prime prove libere del Gran Premio di Spagna 2022 alla guida della Red Bull RB18. Il 21 giugno 2022 viene sospeso con effetto immediato dal programma Junior della Red Bull per aver pronunciato delle espressioni razziste e omofobe in diretta streaming sulla piattaforma Twitch. In seguito la Red Bull Racing annuncerà il 28 giugno di aver terminato il contratto di Vips come test driver e come pilota di riserva.

### IndyCar
Durante la stagione 2022, Vips partecipa a un test collettivo per esordienti della IndyCar Series a Sebring. L'estone prova la Dallara IR18 del team Rahal Letterman Lanigan Racing. Visto l'assenza per infortunio di Jack Harvey, Vips torna in pista durante i test al Barber Motorsports Park con il team RLLR. Per gli ultimi due round della stagione 2023, Vips sostituisce Harvey esordendo così nella serie.
Per la stagione 2024 viene confermato dal team come pilota di riserva, con anche la possibilità di correre degli eventi selezionati con la quarta vettura del team. L'estone scende in pista nella gara di Portland.

## Vita privata
Vips ha tre fratelli maggiori dal primo matrimonio di suo padre. Suo padre, Jüri Vips Sr., è morto nel novembre 2018 all'età di 62 anni.
Quando aveva 8 anni, Vips ha partecipato al programma televisivo Estonia's Got Talent e, grazie alla sua capacità di eseguire calcoli mentali complessi, ha vinto il primo premio, che è stato in parte assegnato a un'associazione a favore dei bambini con disabilità.

## Risultati

### Riassunto della carriera
| Stagione | Categoria                   | Team                           | Gare         | Vittorie     | Pole         | GPV          | Podi         | Punti        | Pos.         |
| -------- | --------------------------- | ------------------------------ | ------------ | ------------ | ------------ | ------------ | ------------ | ------------ | ------------ |
| 2016     | ADAC Formula 4 Championship | Prema Powerteam                | 24           | 0            | 0            | 0            | 5            | 138          | 6º           |
| 2016     | Formula 4 italiana          | Prema Powerteam                | 18           | 1            | 2            | 3            | 8            | 140          | 5º           |
| 2016-17  | MRF Challenge Formula 2000  | MRF Racing                     | 15           | 0            | 0            | 0            | 3            | 135          | 6º           |
| 2017     | ADAC Formula 4 Championship | Prema Powerteam                | 21           | 2            | 0            | 0            | 7            | 245.5        | 1º           |
| 2017     | Formula 4 italiana          | Prema Powerteam                | 9            | 1            | 2            | 2            | 5            | 114          | NC           |
| 2017     | F3 europea                  | Motopark                       | 3            | 0            | 0            | 0            | 0            | 0            | NC           |
| 2018     | F3 europea                  | Motopark                       | 30           | 4            | 3            | 6            | 8            | 284          | 4º           |
| 2018     | Gran Premio di Macao        | Motopark                       | 1            | 0            | 0            | 0            | 0            | -            | 19º          |
| 2019     | Formula 3                   | Hitech Grand Prix              | 16           | 3            | 1            | 1            | 4            | 141          | 4º           |
| 2019     | Gran Premio di Macao        | Hitech Grand Prix              | 1            | 0            | 1            | 0            | 1            | -            | 2º           |
| 2019     | Super Formula               | Mugen Motorsports              | 1            | 0            | 0            | 0            | 0            | 0            | 23º          |
| 2020     | Formula Europea Regionale   | KIC Motorsports                | 9            | 0            | 0            | 3            | 3            | 81           | 6º           |
| 2020     | Formula 2                   | DAMS                           | 8            | 0            | 0            | 0            | 1            | 16           | 16º          |
| 2020     | Formula 1                   | Red Bull                       | Collaudatore | Collaudatore | Collaudatore | Collaudatore | Collaudatore | Collaudatore | Collaudatore |
| 2021     | Formula 2                   | Hitech Grand Prix              | 23           | 2            | 0            | 1            | 6            | 120          | 6º           |
| 2022     | Formula 2                   | Hitech Grand Prix              | 28           | 1            | 2            | 4            | 5            | 114          | 11º          |
| 2022     | Formula 1                   | Red Bull                       | Collaudatore | Collaudatore | Collaudatore | Collaudatore | Collaudatore | Collaudatore | Collaudatore |
| 2023     | IndyCar Series              | Rahal Letterman Lanigan Racing | 2            | 0            | 0            | 0            | 0            | 18           | 33º          |

* Stagione in corso.

### Risultati nella Formula 3 europea
(legenda) (Le gare in grassetto indicano la pole position) (Le gare in corsivo indicano Gpv)
| Stagione | Team     | Motore     | 1   | 2   | 3   | 4   | 5   | 6   | 7   | 8   | 9   | 10  | 11  | 12  | 13  | 14  | 15  | 16  | 17  | 18  | 19  | 20  | 21  | 22  | 23  | 24  | 25  | 26  | 27  | 28  | 29  | 30  | Punti | Pos. |
| -------- | -------- | ---------- | --- | --- | --- | --- | --- | --- | --- | --- | --- | --- | --- | --- | --- | --- | --- | --- | --- | --- | --- | --- | --- | --- | --- | --- | --- | --- | --- | --- | --- | --- | ----- | ---- |
| 2017     | Motopark | Volkswagen | SIL | SIL | SIL | MNZ | MNZ | MNZ | PAU | PAU | PAU | HUN | HUN | HUN | NOR | NOR | NOR | SPA | SPA | SPA | ZAN | ZAN | ZAN | NÜR | NÜR | NÜR | RBR | RBR | RBR | HOC | HOC | HOC | 0†    | NC†  |
| 2017     | Motopark | Volkswagen |     |     |     |     |     |     |     |     |     |     |     |     |     |     |     |     |     |     |     |     |     |     |     |     |     |     |     | 21  | 12  | 12  | 0†    | NC†  |
| 2018     | Motopark | Volkswagen | PAU | PAU | PAU | HUN | HUN | HUN | NOR | NOR | NOR | ZAN | ZAN | ZAN | SPA | SPA | SPA | SIL | SIL | SIL | MIS | MIS | MIS | NÜR | NÜR | NÜR | RBR | RBR | RBR | HOC | HOC | HOC | 284   | 4º   |
| 2018     | Motopark | Volkswagen | 10  | 17  | 12  | 6   | 18  | 4   | 7   | 1   | 2   | 6   | 8   | 15  | 6   | Rit | 4   | 4   | 2   | 1   | 5   | 1   | 2   | Rit | 15  | 6   | 6   | 4   | 8   | 3   | 1   | 9   | 284   | 4º   |

†Poiché Vips era un pilota ospite, non era idoneo per i punti.

### Risultati in Formula 3
(legenda) (Le gare in grassetto indicano la pole position) (Le gare in corsivo indicano Gpv)
| Stagione | Team              | 1   | 2   | 3   | 4   | 5   | 6   | 7   | 8   | 9   | 10  | 11  | 12  | 13  | 14  | 15  | 16  | Punti | Pos. |
| -------- | ----------------- | --- | --- | --- | --- | --- | --- | --- | --- | --- | --- | --- | --- | --- | --- | --- | --- | ----- | ---- |
| 2019     | Hitech Grand Prix | CAT | CAT | LEC | LEC | RBR | RBR | SIL | SIL | HUN | HUN | SPA | SPA | MNZ | MNZ | SOC | SOC | 141   | 4º   |
| 2019     | Hitech Grand Prix | 6   | 2   | 4   | 17  | 1   | 6   | 1   | 15  | 4   | 4   | 5   | 21  | Rit | 11  | 8   | 1   | 141   | 4º   |

### Risultati nella Super Formula
(legenda) (Le gare in grassetto indicano la pole position) (Le gare in corsivo indicano Gpv)
| Anno | Team       | 1   | 2   | 3   | 4   | 5   | 6   | 7      | Punti | Pos. |
| ---- | ---------- | --- | --- | --- | --- | --- | --- | ------ | ----- | ---- |
| 2019 | Team Mugen | SUZ | AUT | SUG | FUJ | MOT | OKA | SUZ 18 | 0     | 23º  |

### Risultati in Formula 2
(legenda) (Le gare in grassetto indicano la pole position) (Le gare in corsivo indicano Gpv)
| Stagione | Squadra           | 1   | 2   | 3   | 4   | 5   | 6   | 7    | 8    | 9    | 10   | 11  | 12  | 13  | 14  | 15  | 16  | 17  | 18  | 19  | 20  | 21   | 22   | 23   | 24   | 25  | 26  | 27  | 28  | Punti | Pos. |
| -------- | ----------------- | --- | --- | --- | --- | --- | --- | ---- | ---- | ---- | ---- | --- | --- | --- | --- | --- | --- | --- | --- | --- | --- | ---- | ---- | ---- | ---- | --- | --- | --- | --- | ----- | ---- |
| 2020     | DAMS              | RBR | RBR | RBR | RBR | HUN | HUN | SIL1 | SIL1 | SIL2 | SIL2 | CAT | CAT | SPA | SPA | MNZ | MNZ | MUG | MUG | MNZ | MNZ | SAK1 | SAK1 | SAK2 | SAK2 |     |     |     |     | 16    | 16º  |
| 2020     | DAMS              |     |     |     |     |     |     |      |      |      |      |     |     | 11  | 11  | 11  | 9   | 7   | 3   | Rit | 18  |      |      |      |      |     |     |     |     | 16    | 16º  |
| 2021     | Hitech Grand Prix | BHR | BHR | BHR | MON | MON | MON | BAK  | BAK  | BAK  | SIL  | SIL | SIL | ITA | ITA | ITA | SOC | SOC | SOC | JED | JED | JED  | YMC  | YMC  | YMC  |     |     |     |     | 120   | 6º   |
| 2021     | Hitech Grand Prix | 10  | 16  | 13  | 5   | 3   | 8   | 8    | 1    | 1    | 2    | 6   | 7   | 8   | 6   | Rit | 2   | C   | Rit | 3   | Rit | 6    | 12   | Rit  | 8    |     |     |     |     | 120   | 6º   |
| 2022     | Hitech Grand Prix | BHR | BHR | JED | JED | IMO | IMO | CAT  | CAT  | MON  | MON  | BAK | BAK | SIL | SIL | RBR | RBR | PAU | PAU | HUN | HUN | SPA  | SPA  | ZAN  | ZAN  | MNZ | MNZ | YMC | YMC | 114   | 11º  |
| 2022     | Hitech Grand Prix | 7   | 3   | 2   | 10  | 15  | Rit | Rit  | 17   | 5    | 3    | 12  | Rit | 16  | 6   | 5   | 8   | 11  | 12  | 2   | 5   | 14   | 8    | 5    | 7    | 1   | 10  | 12  | 8   | 114   | 11º  |

### Risultati in Formula 1
| 2022 | Scuderia | Vettura |  |  |  |  |  |    |  |  |  |  |  |  |  |  |  |  |  |  |  |  |  |  |  |  | Punti | Pos. |
| ---- | -------- | ------- |  |  |  |  |  | -- |  |  |  |  |  |  |  |  |  |  |  |  |  |  |  |  |  |  | ----- | ---- |
| 2022 | Red Bull | RB18    |  |  |  |  |  | SP |  |  |  |  |  |  |  |  |  |  |  |  |  |  |  |  |  |  |       |      |

| Legenda | 1º posto     | 2º posto | 3º posto    | A punti         | Senza punti/Non class.  | Grassetto – Pole position Corsivo – Giro più veloce Apice – Risultato Sprint (A punti) |
| Legenda | Squalificato | Ritirato | Non partito | Non qualificato | Solo prove/Terzo pilota | Grassetto – Pole position Corsivo – Giro più veloce Apice – Risultato Sprint (A punti) |

### Risultati IndyCar Series
| Anno | Squadra                        | Telaio       | Motore | 1   | 2   | 3   | 4   | 5    | 6    | 7   | 8   | 9   | 10  | 11  | 12  | 13  | 14     | 15  | 16     | 17     | Punti | Pos. |
| ---- | ------------------------------ | ------------ | ------ | --- | --- | --- | --- | ---- | ---- | --- | --- | --- | --- | --- | --- | --- | ------ | --- | ------ | ------ | ----- | ---- |
| 2023 | Rahal Letterman Lanigan Racing | Dallara DW12 | Honda  | STP | TXS | LBH | ALA | IMS  | INDY | DET | ROA | MDO | TOR | IOW | IOW | NSH | IMS    | MAD | POR 18 | LAG 24 | 18    | 33°  |
| 2024 | Rahal Letterman Lanigan Racing | Dallara DW12 | Honda  | STP | LBH | ALA | IMS | INDY | DET  | ROA | LAG | MDO | IOW | IOW | TOR | GAT | POR 19 | MIL | MIL    | NSH    | 11    | 39°  |

* Stagione in corso.